# Saloane literare

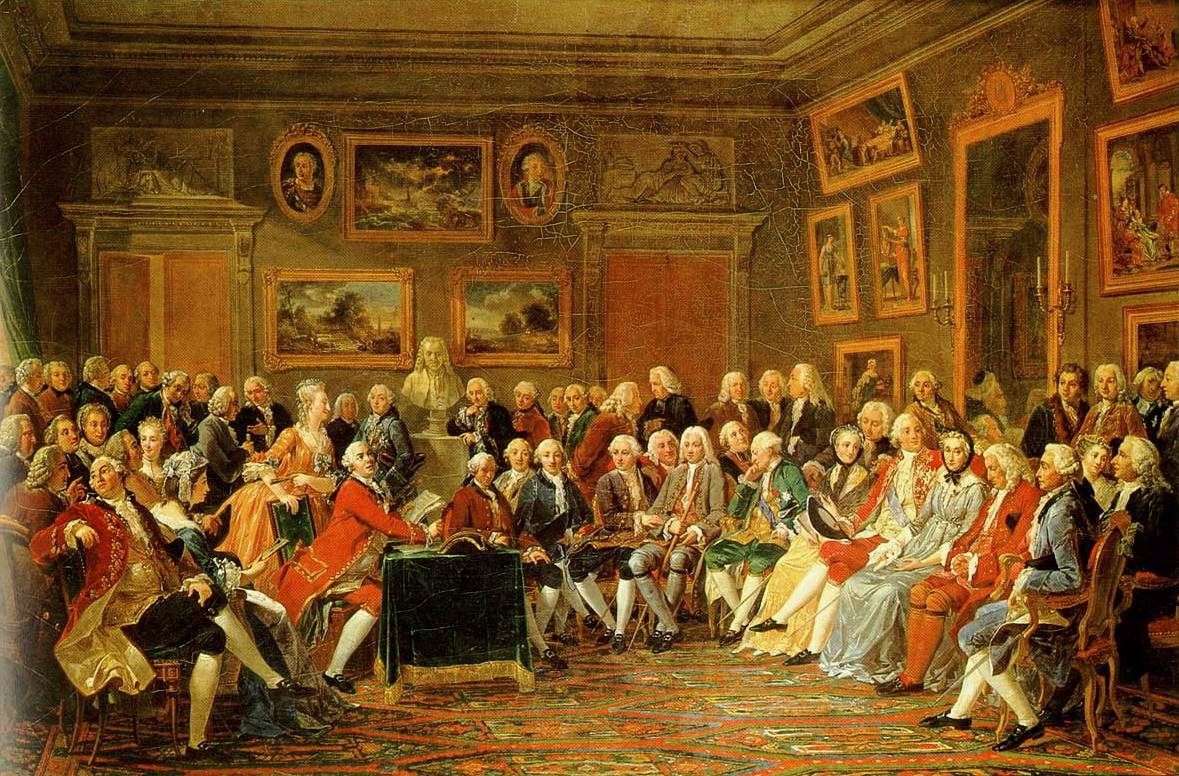
Salon literar

Serile literare sau Saloanele literare sunt de o obicei un punct de întâlnire într-un loc privat a intelectualilor și artiștilor contemporani. Aici au loc dezbateri, lecturi sau prezentări a unor creații artistice. Aceste întâlniri sunt frecvent patronate de persoane influente care sprijină tinerele talente, întâlnirile au loc frecvent în saloanele unor femei bogate, influente ce provin din familii nobiliare.